# Carlotta Ferlito
Carlotta Ferlito (née le 15 février 1995 à Catane) est une gymnaste artistique italienne.
Depuis le début de sa carrière sportive en 2011, Ferlito a remporté deux médailles aux Championnats d'Europe. Elle participe aux Jeux olympiques de 2012 (21e du concours général) et termine 12e lors de Jeux de 2016 toujours au concours général.